# 배정아
배정아(1975년 9월 13일 ~ )는 대한민국의 배우이다.

## 학력
- 명지대학교 사회교육원 연극영화과

## 출연 작품

### 드라마
- 2003년 MBC 실화극장 죄와 벌 ... 다수 단역
- 2005년 SBS 주말극장 그 여름의 태풍 … 양 비서 역
- 2006년 KBS2 부부클리닉 사랑과 전쟁 ... 다수 단역
- 2008년 KBS2 주말드라마 엄마가 뿔났다 … 기자 역
- 2011년 KBS2 월화드라마 동안미녀 … 백화점 직원 역
- 2013년 KBS2 일일드라마 루비반지 … 팀장 역
- 2014년 KBS2 주말드라마 참 좋은 시절 ... 미용실 주인 역
- 2021년 카카오TV NEW 사랑과 전쟁 ... 다수 단역

### 영화
- 2005년 주먹이 운다 … 아이 엄마 역
- 2008년 사랑과 전쟁: 열두 번째 남자 … 한수정 역

### 연극
- 안티고네 … 안티고네 역
- 텔레비젼 … 아나운서 역
- 사자와 보석 … 시디 역
- 하녀들 … 끌레르 역
- 산불 … 사월이 역
- 산씻김 … 여자 역
- 진땀흘리기 … 장희빈 역
- 이상의 날개 … 변호사 역
- 엘렉트라 … 왕비 클리템네스트라 역